# الخير الروماني

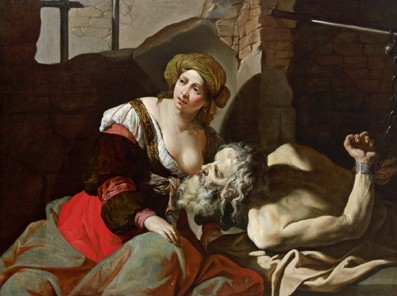
تصوير الصدقة الرومانية حسب برناردينو مي

الصدقة الرومانية أو الخير الروماني (باللاتينية: Caritas romana) هي قصة رومانية عجيبة لامرأة تُدعى بيرو كانت تُرضع سرا والدها سيمون في السجن بعد أن حُكم عليه بالإعدام جوعا. اكتُشف سرها في وقت لاحق من قبل السُّجان، لكن بالرغم من ذلك يتم إطلاق سراحها وسراح والدها مكافئة لها على كل ما قامت به من عزيمة وإرادة وشجاعة وذكاء من أجل إنقاذ والدها العجوز من الموت المحتم.

## التاريخ
القصة مسجلة في الكتاب تحت عنوان Factorum ac dictorum memorabilium (بالعربية: تسعة كتب لا تنسى الأفعال والأقوال من الرومان القدماء) القديمة المؤرخ الروماني القديم فاليريوس ماكسيميوس، وقد اعتُبر أن ما قامت به الفتاة عملا عظيما  ويُبين ويؤكد على شرف الرومان. تم رسم لوحة فنية تُجسد هذه القصة وقد تم تعليقها في معبد بياتس الذي يُصور المشهد كما هو بالرغم من ظهور وبروز ثدي الابنة. اشتهرت القصة لما تحمله معها من دلالات وفي نفس الوقت كان يُعتقد حينها أن للرضاعة الطبيعية تأثير كبير على كل من الأسطورة جونو والإله هرقل حسب ما ترويه الأساطير اليونانية.
قصة سيمون هي سابقة من نوعها في القصص والأساطير الرومانية ومع ذلك فقد وجد البعض أن القصة متطابقة تقريبا لقصة قديمة تم تسجيلها وتدوينها من قبل المؤرخ الروماني فاليريوس ماكسيموس ثم تم سردها في وقت لاحق من قبل بليني الأكبر (23-79) الذي ركز على كيفية إرضاع الابنة لوالدها في ظل كل تلك الظروف. كما لاحظ المؤرخون على أن عصر النهضة الرومانية شهد انفتاحا كبيرا حيث كان يتم تصوير المحارم دون رقابة أو خجل.
في القرنين السابع عشر والثامن عشر، صوَّر العديد من الفنانين الأوروبيين المشهد، من بينهم بيتر بول روبنز الذي وصف القصة بالرائعة فرسم من خلالها العديد من الإصدارات التي تُجسد الفتاة، ونفس الأمر قام به الفنان كارافاجيو عام 1606 عندما ضَمَّنَ لوحة تجسد قصة الخير الروماني في لوحاته الشهيرة التي عُرفت باسم سبعة أعمال للرحمة. أما الصور الكلاسيكية الجديدة والحديثة فتميل إلى أن تكون أكثر هدوءا وتحاول عدم إبراز محارم الفتاة.
في القرن العشرين، كتب جون شتاينبك رواية تتبلور فكرتها حول قصة الخير الروماني ونشرها في إطار روايته الشهيرة عناقيد الغضب التي صدرت عام 1939.

## تصوير الفنانين

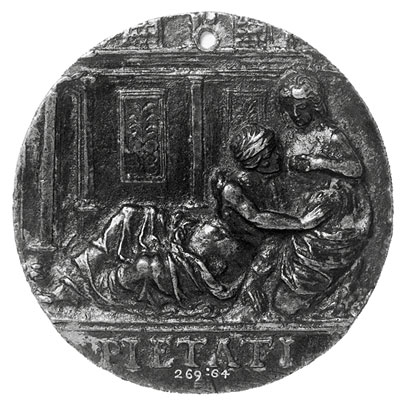
الخير الروماني الفنان مجهول ما بين 1500 حتى 1520
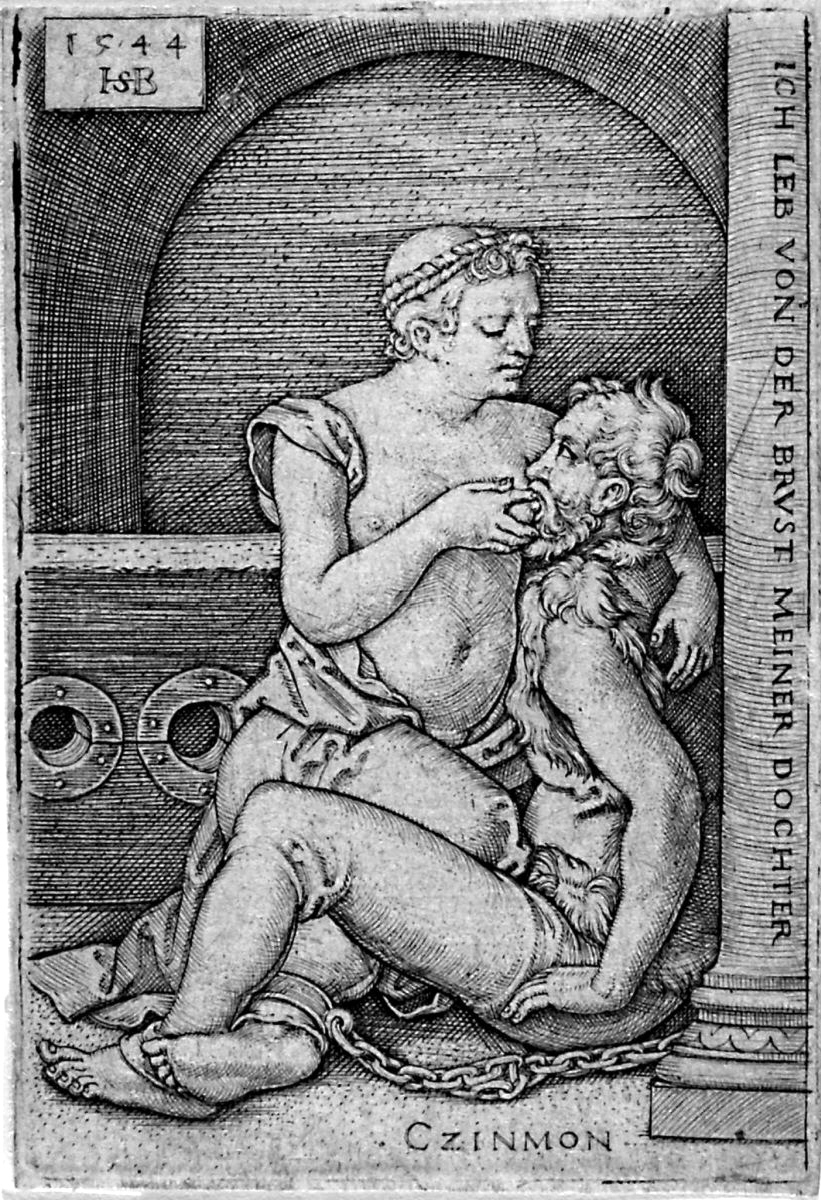
سيمون وبيرو هانز سيبالد بيهام 1544
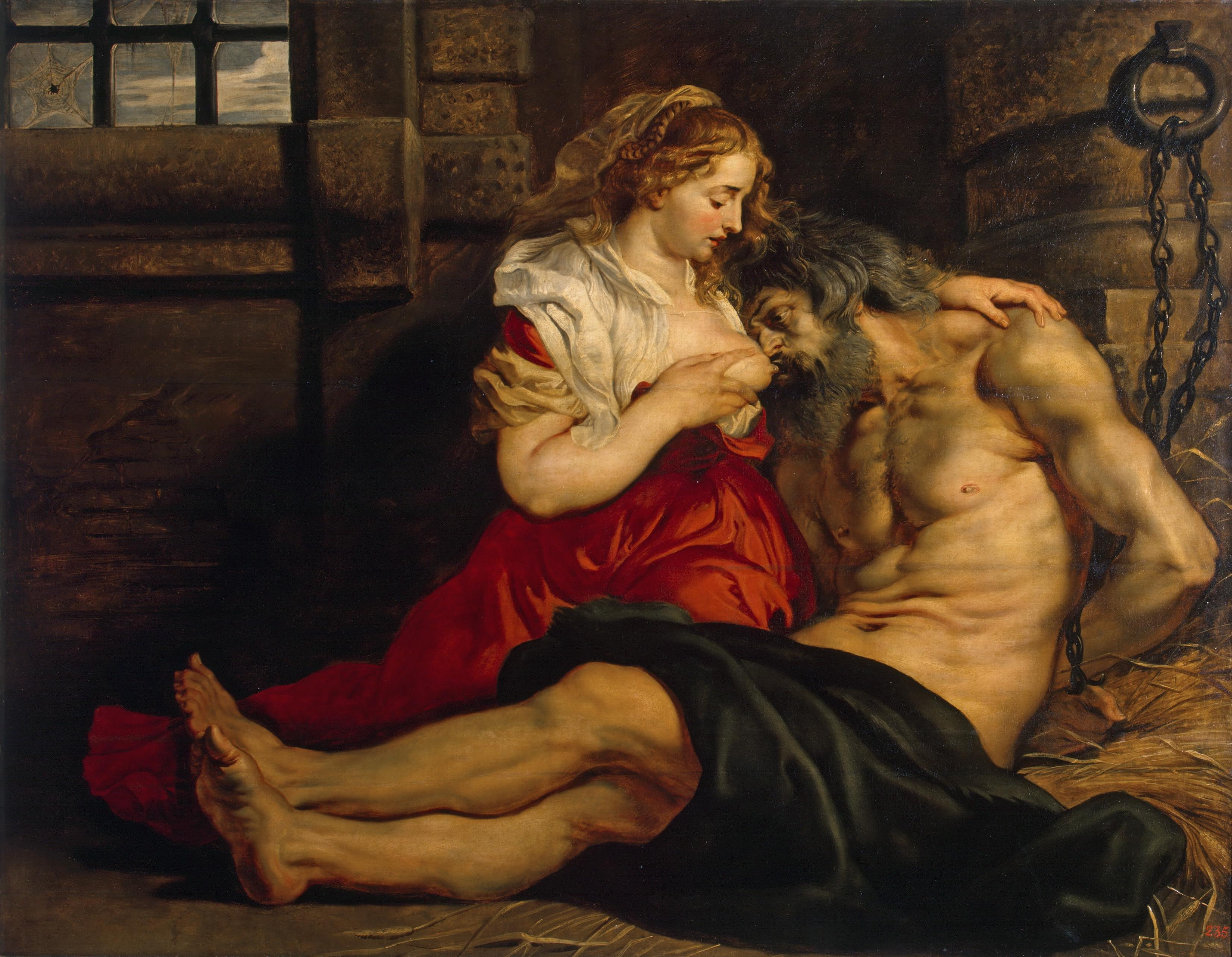
الخير الروماني هانز سيالد بيهام 1612
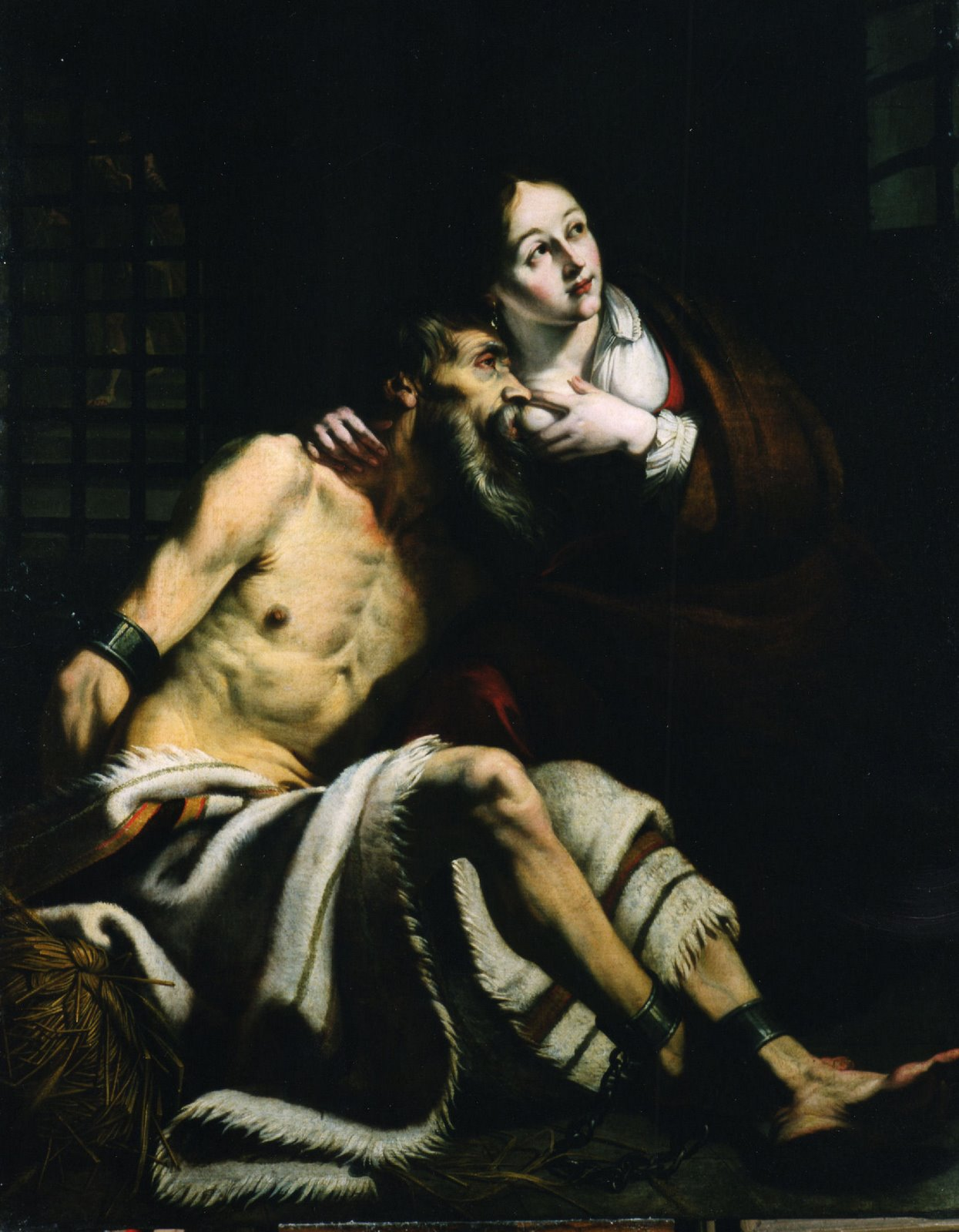
الخير الروماني جان جانسن 1620
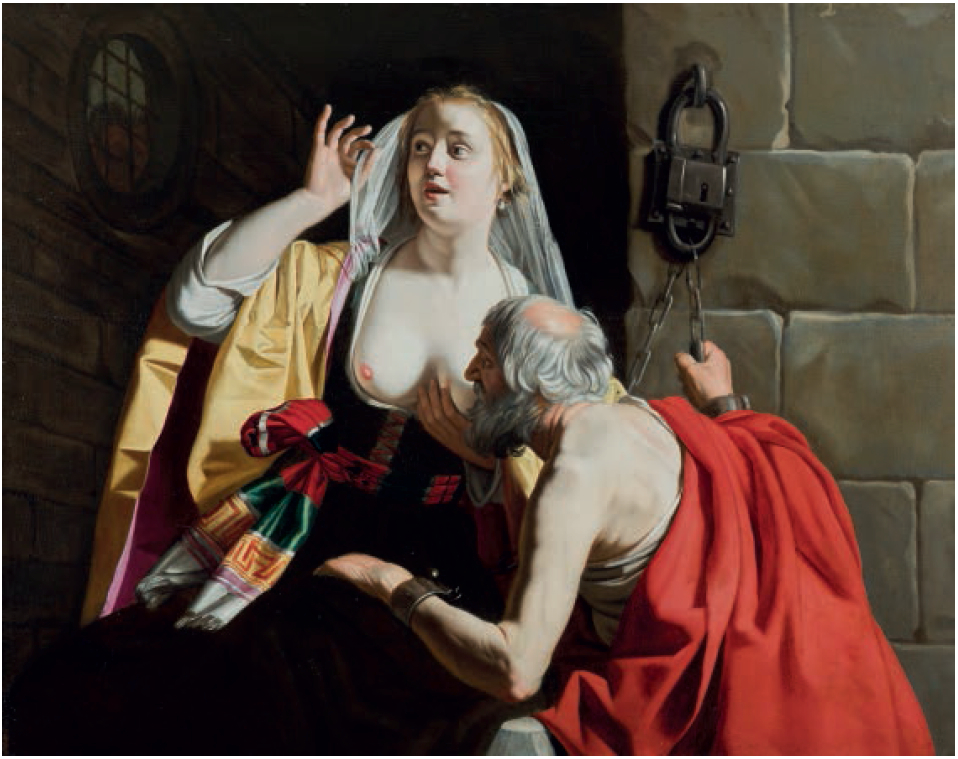
الخير الروماني جان جانيسن 1920-25
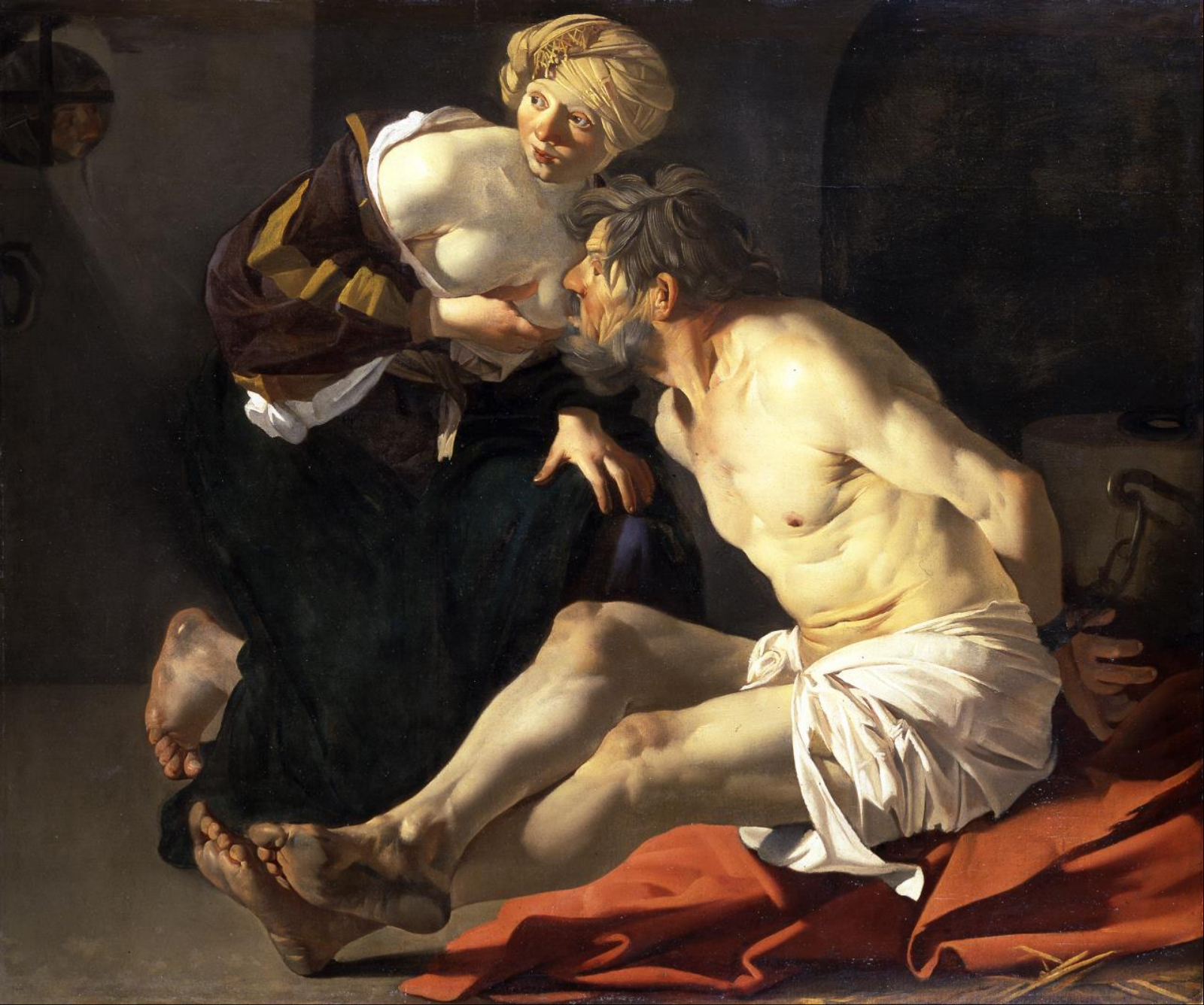
الخير الروماني ديرك فان بابيرن 1623
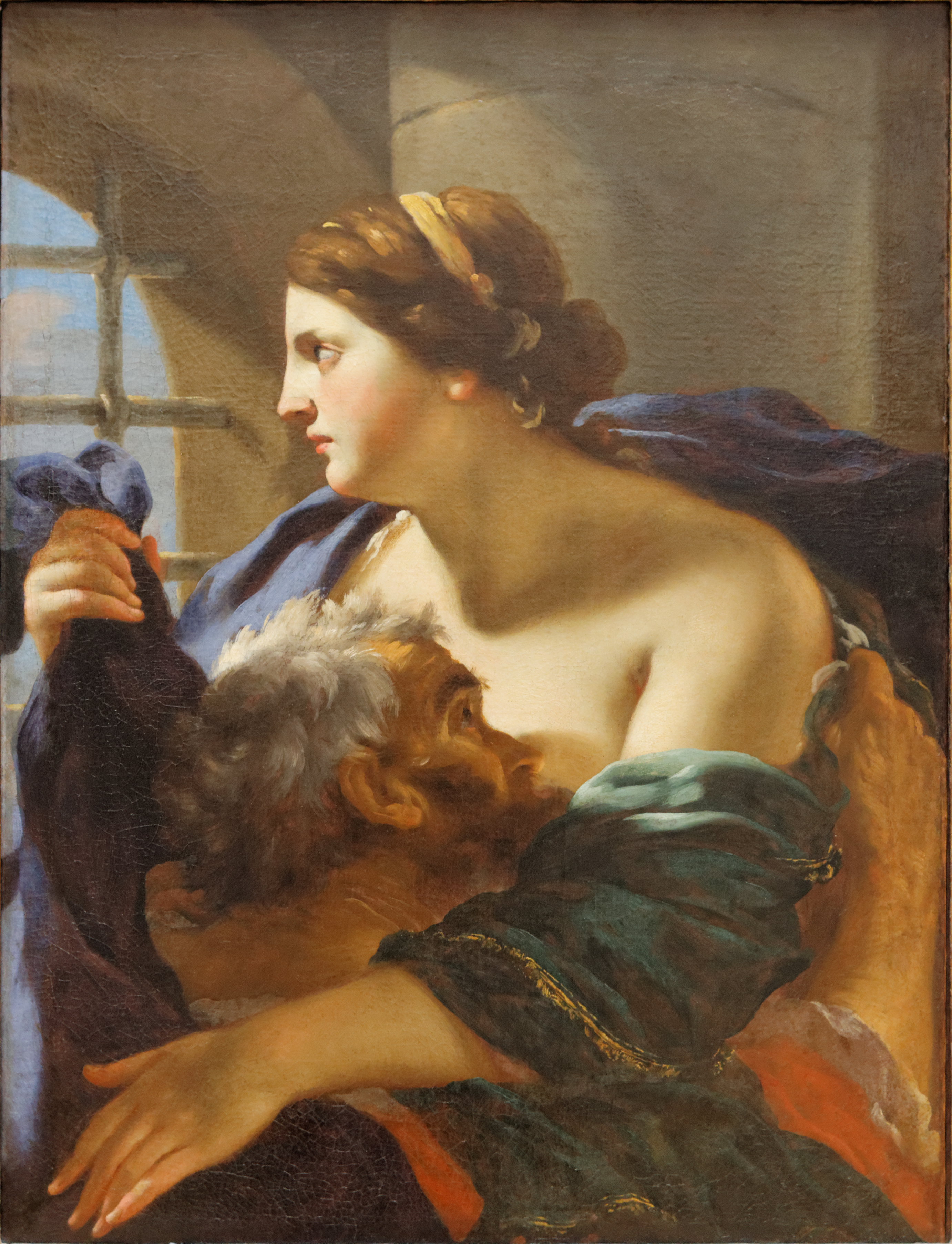
سيون وبيرو تشارلز ميلين 1628
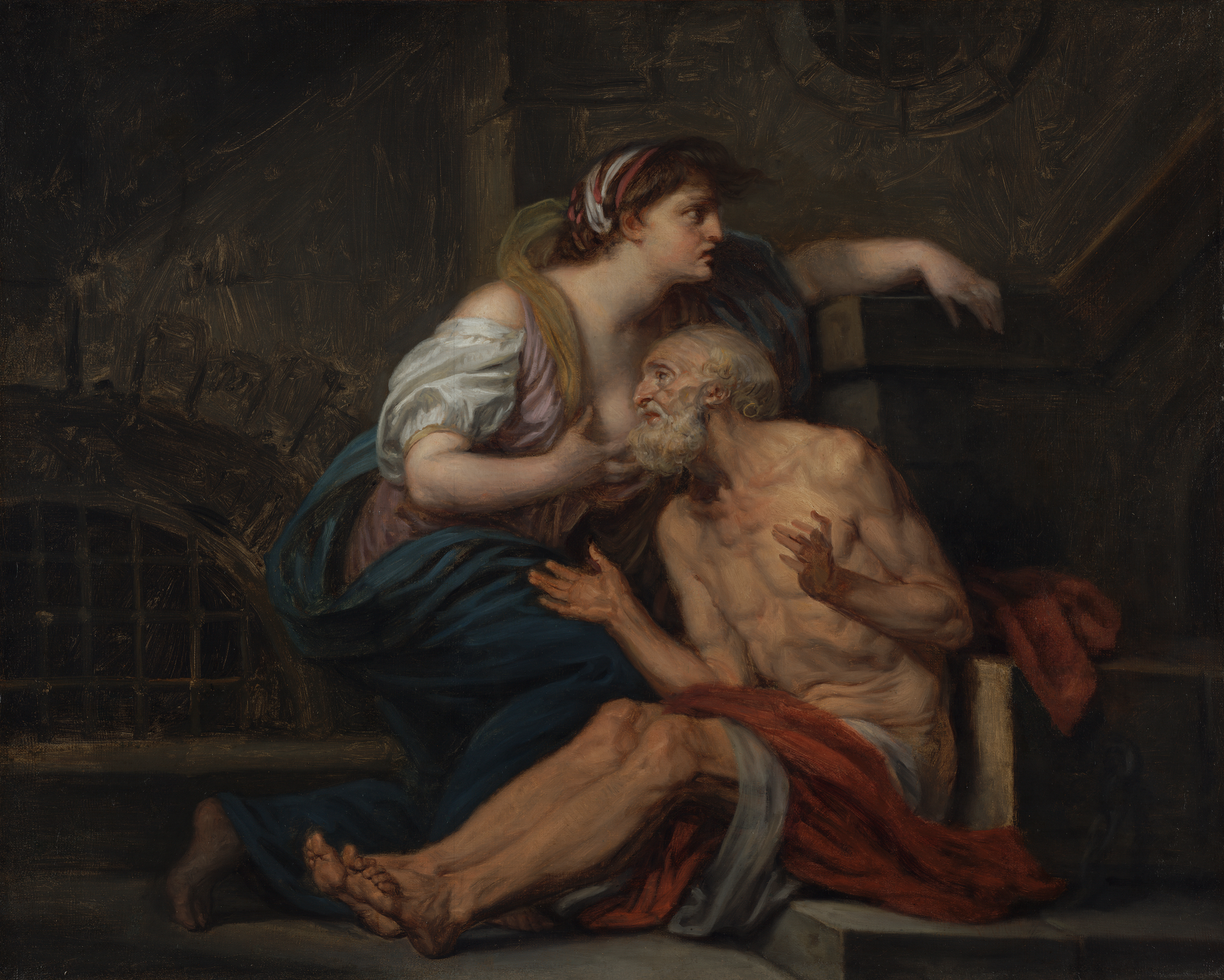
الخير الروماني جون بابتيست جروز 1767
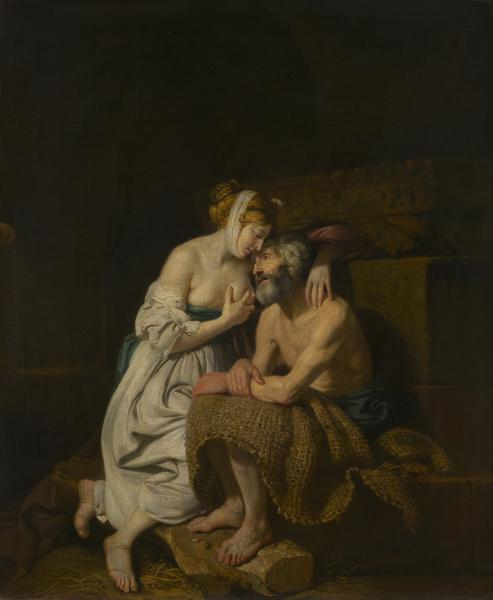
الخير الروماني جون زوفاني 1769
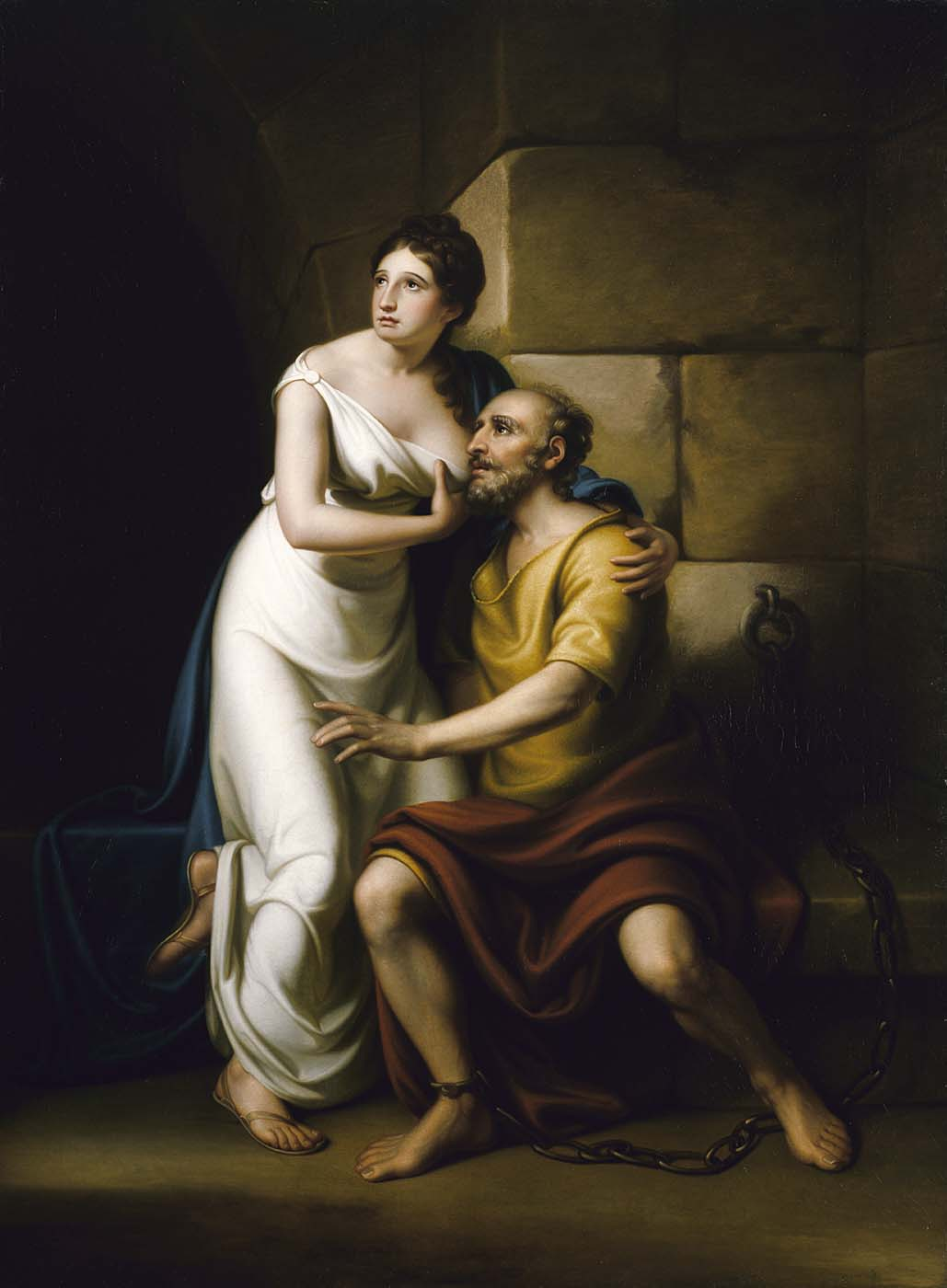
الابنة الرومانية ريمبراندت بيال 1811
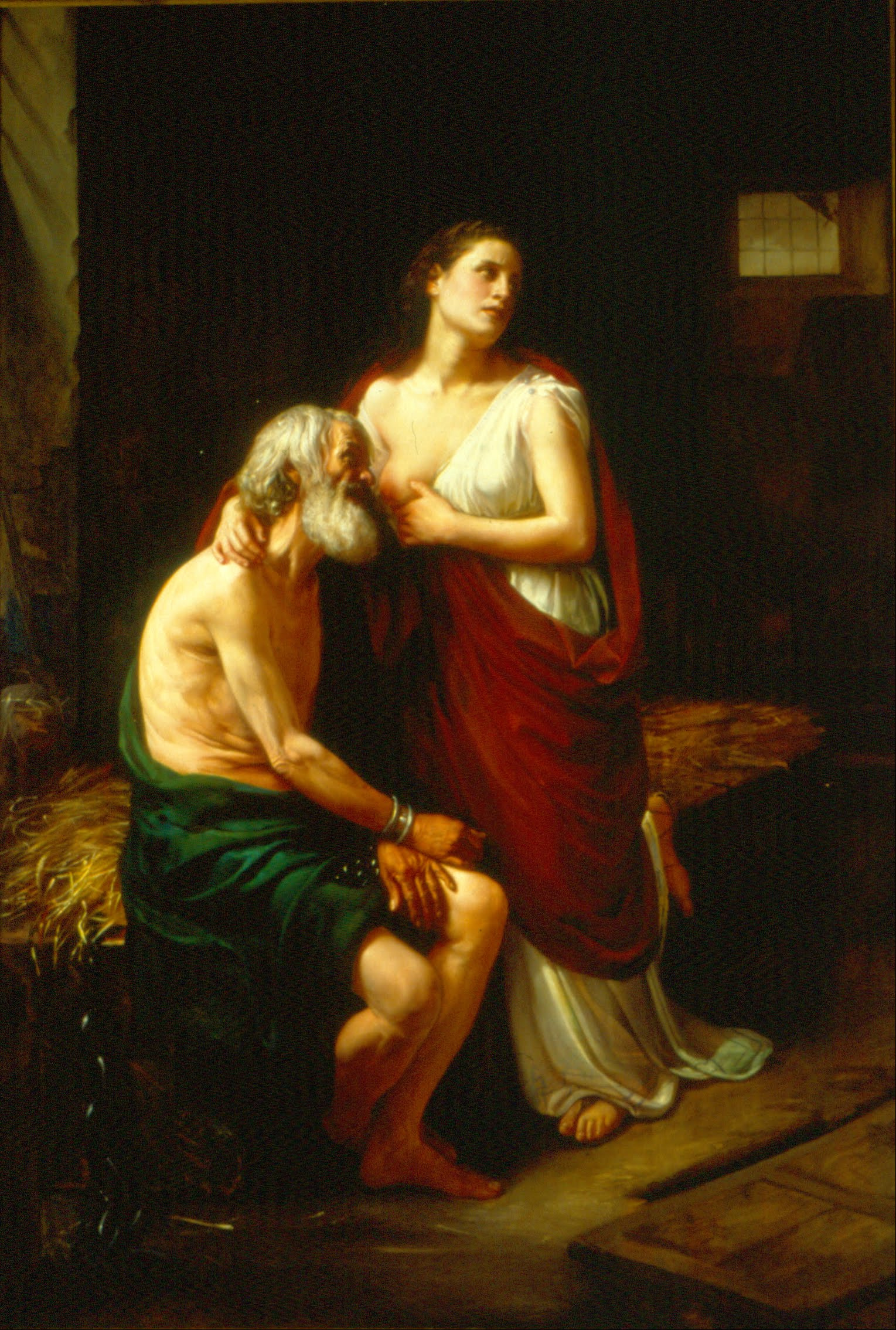
الأسطورة الرومانية لويس مونروي 1873
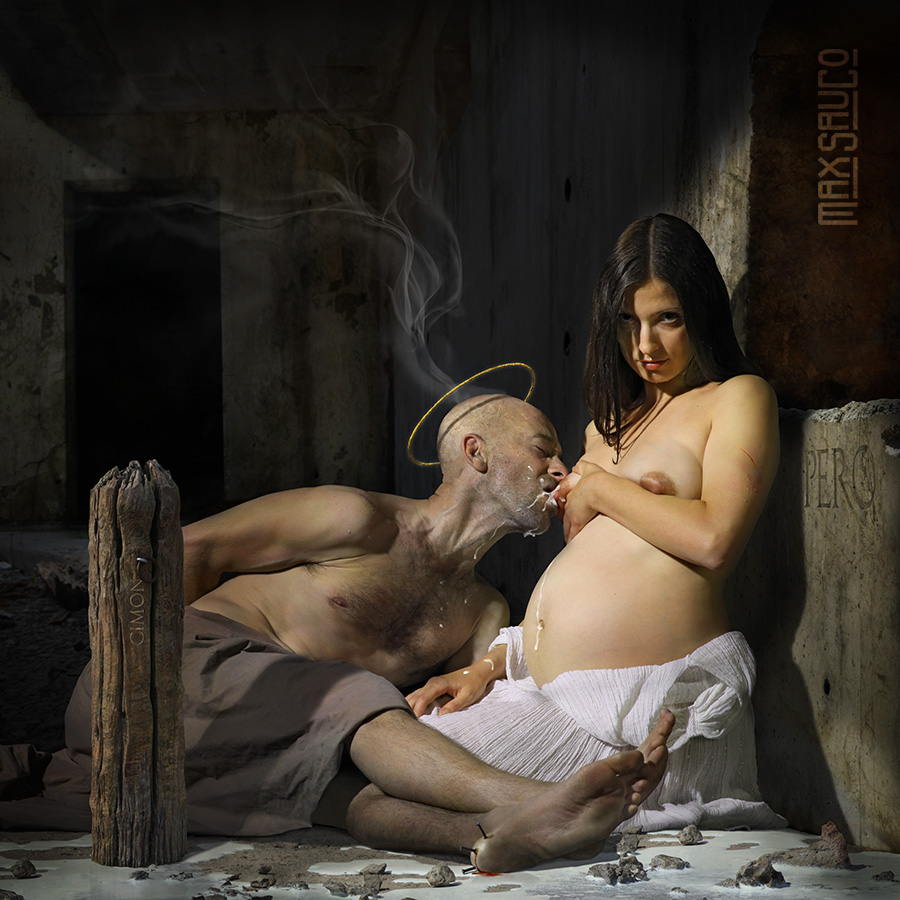
الأسطورة الرومانية ماكس سوكو 2011
الخير الروماني رسم باروكي لتلاميذ في مدرسة رسم إيطالية القرن السابع عشر

## الملاحظات
1. ↑  عُرفت القصة بـ pietas ويُقصد بها "طاعة الوالدين"، أي أن الفتاة غامرت بحياتها من أجل طاعة والدها لا غير
2. ↑  سيمون هو العجوز والد الفتاة والذي حُكم عليه بالإعدام جوعا لسبب من الأسباب